# Prinses Hynchatti en nog wat verrassingen
Prinses Hynchatti en nog wat verrassingen is een fantasyboek van de Britse schrijfster Tanith Lee.
Het boek bevat twaalf verhalen over zes prinsen en zes prinsessen die sprookjesachtige avonturen beleven.